# Supercoppa di Germania 2021
La Supercoppa di Germania 2021 (ufficialmente DFL-Supercup 2021) è stata la ventiduesima edizione della Supercoppa di Germania.
Si è svolta il 17 agosto 2021 al Signal Iduna Park di Dortmund tra il Borussia Dortmund, vincitore della Coppa di Germania 2020-2021, e il Bayern Monaco, vincitore della Bundesliga 2020-2021.
Il trofeo è stato vinto dal Bayern Monaco, al nono successo nella competizione, il secondo consecutivo.

## Partecipanti
| Squadre           | Qualificazione                       | Partecipazioni precedenti (il grassetto indica la vittoria)                             |
| ----------------- | ------------------------------------ | --------------------------------------------------------------------------------------- |
| Borussia Dortmund | Vincitore della DFB-Pokal 2020-2021  | 11 (1989, 1995, 1996, 2011, 2012, 2013, 2014, 2016, 2017, 2019, 2020)                   |
| Bayern Monaco     | Vincitore della Bundesliga 2020-2021 | 14 (1987, 1989, 1990, 1994, 2010, 2012, 2013, 2014, 2015, 2016, 2017, 2018, 2019, 2020) |

## Tabellino
| Arbitro: | Sascha Stegemann (Niederkassel) |

|          |           |                                 |
| Reus 64’ | Marcatori | 41’, 74’ Lewandowski 49’ Müller |

| Borussia Dortmund | Bayern Monaco |

| P               | 1  | Gregor Kobel          |     |     |
| D               | 30 | Felix Passlack        |     | 84’ |
| D               | 28 | Axel Witsel           |     |     |
| D               | 16 | Manuel Akanji         |     |     |
| D               | 14 | Nico Schulz           |     |     |
| C               | 8  | Mahmoud Dahoud        | 32’ |     |
| C               | 22 | Jude Bellingham       |     | 84’ |
| C               | 7  | Giovanni Reyna        |     | 78’ |
| C               | 11 | Marco Reus            | 25’ |     |
| A               | 9  | Erling Haaland        |     |     |
| A               | 18 | Youssoufa Moukoko     |     | 58’ |
| A disposizione: |    |                       |     |     |
| P               | 35 | Marwin Hitz           |     |     |
| C               | 6  | Thomas Delaney        |     |     |
| C               | 20 | Reinier               |     | 84’ |
| C               | 39 | Marius Wolf           |     | 84’ |
| C               | 46 | Marco Pašalić         |     | 78’ |
| C               | 47 | Antonios Papadopoulos |     |     |
| A               | 21 | Donyell Malen         |     | 58’ |
| A               | 27 | Steffen Tigges        |     |     |
| A               | 36 | Ansgar Knauff         |     |     |
| Allenatore:     |    |                       |     |     |
| Marco Rose      |    |                       |     |     |

| P                 | 1  | Manuel Neuer             |       |     |
| D                 | 44 | Josip Stanišić           |       | 87’ |
| D                 | 2  | Dayot Upamecano          |       |     |
| D                 | 4  | Niklas Süle              | 23’   |     |
| D                 | 19 | Alphonso Davies          |       |     |
| C                 | 6  | Joshua Kimmich           |       |     |
| C                 | 8  | Leon Goretzka            |       |     |
| C                 | 11 | Kingsley Coman           |       | 49’ |
| C                 | 25 | Thomas Müller            |       | 73’ |
| C                 | 7  | Serge Gnabry             |       | 73’ |
| A                 | 9  | Robert Lewandowski       |       | 88’ |
| A disposizione:   |    |                          |       |     |
| P                 | 26 | Sven Ulreich             |       |     |
| D                 | 3  | Omar Richards            |       |     |
| D                 | 15 | Chris Richards           |       |     |
| D                 | 20 | Bouna Sarr               |       | 87’ |
| D                 | 23 | Tanguy Nianzou           |       |     |
| C                 | 24 | Corentin Tolisso         |       | 73’ |
| C                 | 42 | Jamal Musiala            |       | 73’ |
| A                 | 10 | Leroy Sané               | 83’   | 49’ |
| A                 | 13 | Eric Maxim Choupo-Moting | 90+3’ | 88’ |
| Allenatore:       |    |                          |       |     |
| Julian Nagelsmann |    |                          |       |     |